# Lew Łunc
Lew Natanowicz Łunc (ros. Лев Ната́нович Лунц; ur. 2 maja 1901 w Petersburgu, zm. 8 maja 1924 w Hamburgu) – rosyjski prozaik i dramaturg. Należał do ugrupowania literackiego Bracia Serafiońscy (ros. Sierapionowy Bratja). Pisał także scenariusze filmowe oraz artykuły krytyczno- i teoretycznoliterackie.

## Twórczość
- 1921: Wnie zakona
- 1922: W pustynie
- 1923: Rodina